# Chevrolet 2400C
Chevrolet 2400C ist die Bezeichnung für drei Pkw-Modelle der 1950er-Jahre. Hersteller war Chevrolet in den USA.

## Beschreibung
In den Jahren 1953 bis 1957 gab es unter dieser Bezeichnung den Bel Air. Er war als Limousine mit 2 oder 4 Türen, als 2-Türiges Coupé und ebensolches Cabriolet erhältlich.
Der entsprechende Kombi mit 5 Türen hieß Townsman, der 3-Türige Kombi Nomad.
Waren diese Wagen 1953 nur mit Sechszylinder-Reihenmotor verfügbar, so gab es ab 1954 auf Wunsch einen Achtzylinder-V-Motor. Sie sind vorne eingebaut und treiben die Hinterräder an.